# Церковь Сретения Владимирской иконы Божией Матери
Церковь Сретения Владимирской иконы Божией Матери (также Солдатская церковь) — православный храм города Владимира (улица Ломоносова, 17А), находящийся в юрисдикции Владимирской епархии Русской православной церкви.

## История

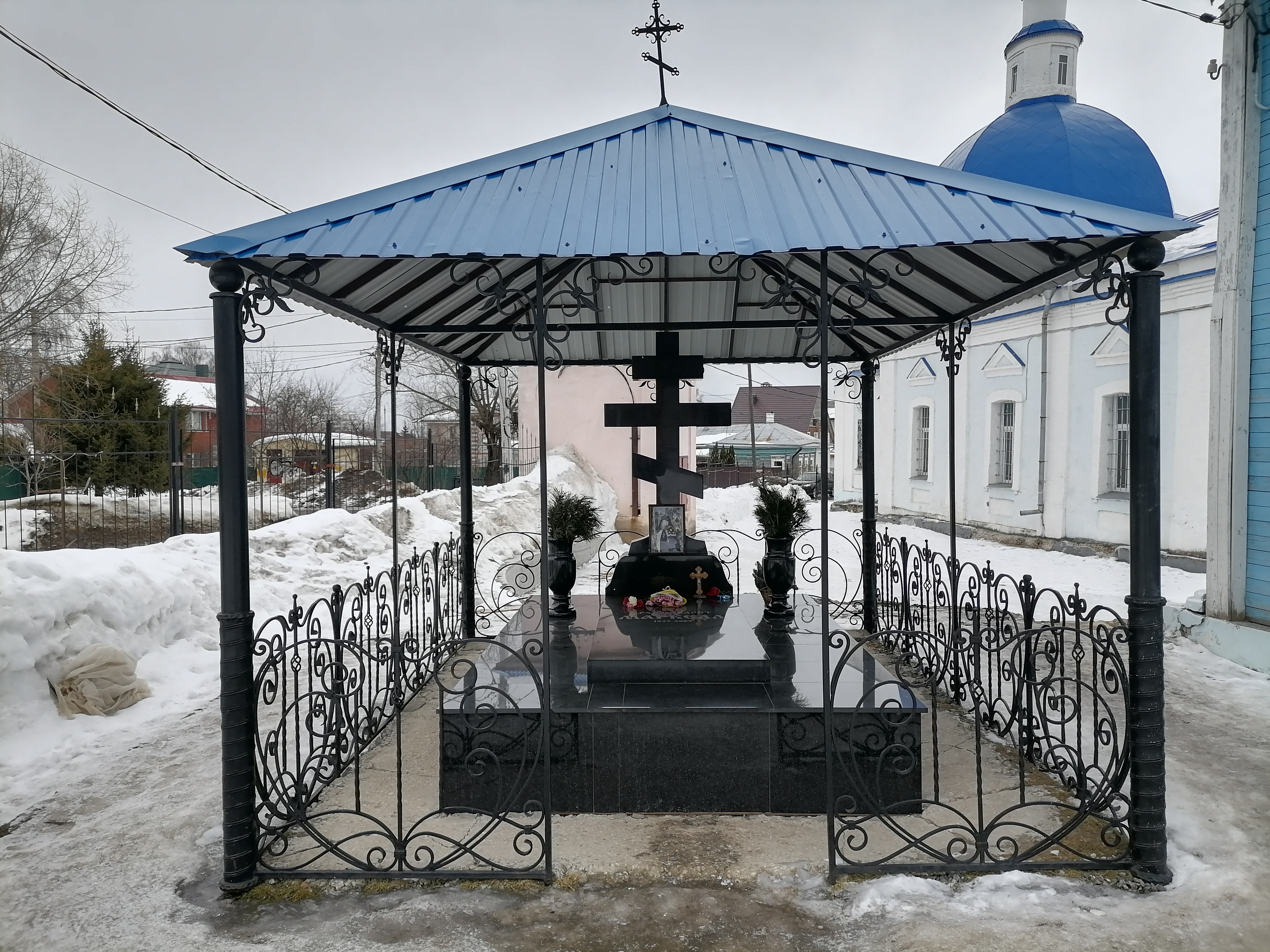
Могила архимандрита Маркелла

Церковь расположена на территории бывшей Солдатской слободы, неподалёку от современного военного городка, с чем связано её второе народное название — Солдатская. В Солдатской слободе храм появился в XVIII веке, но современный облик приобрёл в XIX столетии.
По преданию, в 1164 году на берегу реки Клязьмы, на месте встречи (сретения) иконы Владимирской Богоматери, князь Андрей Боголюбский повелел заложить деревянную церковь. В 1238 году во время ордынского нашествия церковь была разорена, после этого несколько веков нигде не упоминалась, вплоть до XVII века.
С 1645 года упоминания о ней появляются вновь в качестве приписной к Успенскому собору. В этот период на северо-западной окраине Владимира сложилась сначала Стрелецкая, а затем и Солдатская слобода, жителям которой не хватало церкви. В 1784 году в связи с обращением жителей Солдатской слободы деревянная Сретенская церковь была перенесена в эту часть города, так как на старом месте у неё осталось мало прихожан — всего три двора. На новом месте церковь сохранила старое название — Сретения Владимирской иконы Божией Матери, древнее посвящение прижилось.
К 1875 году храм обзавёлся 100-пудовым колоколом и к 1917 году значительно расширился. После установления советской власти, в 1922 году большевики изъяли у церкви всю серебряную утварь (26 кг), тем не менее в 1923 году верующие зарегистрировали общину при храме численностью почти 150 человек. 16 января 1940 года Верховный Совет РСФСР утвердил постановление о закрытии церкви и передаче здания горсовету. Позднее здесь размещался склад и деревообрабатывающее предприятие.
В 1992 году Сретенская церковь была открыта для верующих и восстанавливалась трудами прихожан при содействии архимандрита Маркела (Егоровского).

## Настоятели
- Андрей Виноградов (1870-е)
- Маркел (Егоровский) (1992 — ?)